# Ardelles
Ardelles település Franciaországban, Eure-et-Loir megyében. Lakosainak száma 210 fő (2022. január 1.). Ardelles Saint-Maixme-Hauterive, Thimert-Gâtelles és Digny községekkel határos.

## Népesség
A település népességének változása:
| Lakosok száma | 143  | 114  | 155  | 206  | 204  | 197  | 200  | 206  | 208  | 210  |
|               | 1968 | 1982 | 1990 | 2006 | 2013 | 2015 | 2017 | 2019 | 2020 | 2022 |